# Syndroom van Borjeson-Forssman-Lehmann
Het syndroom van Borjeson-Forssman-Lehmann is een zeldzame X-gebonden genetische afwijking. Er is een mutatie gevonden in het PHF-6-gen. De symptomen zijn ontwikkelingsachterstand, epilepsie, microcefalie (mindere ontwikkeling van de hersenen), hoekige gezichtskenmerken, lange oren, kleine lengte, obesitas (overgewicht), gynaecomastie (borstvorming), spits toelopende vingers en verkorte tenen. De baby's zijn vaak slap, hebben moeite met drinken, grote oren en kleine geslachtsdelen. Later ontwikkelen ze leerproblemen, normaal tot klein figuur, met centrale obesitas en gynaecomastie. Het hoofd is meestal normaal qua grootte, soms zelfs vergroot. Grote oren en kleine genitaliën blijven bestaan. In late adolescentie en bij volwassenen zijn er klassieke gezichtskenmerken.